# لي بيرن
لي بيرن (بالإنجليزية: Lee Byrne)‏ هو لاعب اتحاد الرغبي بريطاني، ولد في 1 يونيو 1980 في بريدجند ‏ في المملكة المتحدة.

## وصلات خارجية
- لي بيرن عل موقع إسبنسكروم (الإنجليزية)
- لي بيرن على موقع ItsRugby.co.uk (الإنجليزية)